# Fenêtre
Pour les articles homonymes, voir Fenêtre (homonymie).

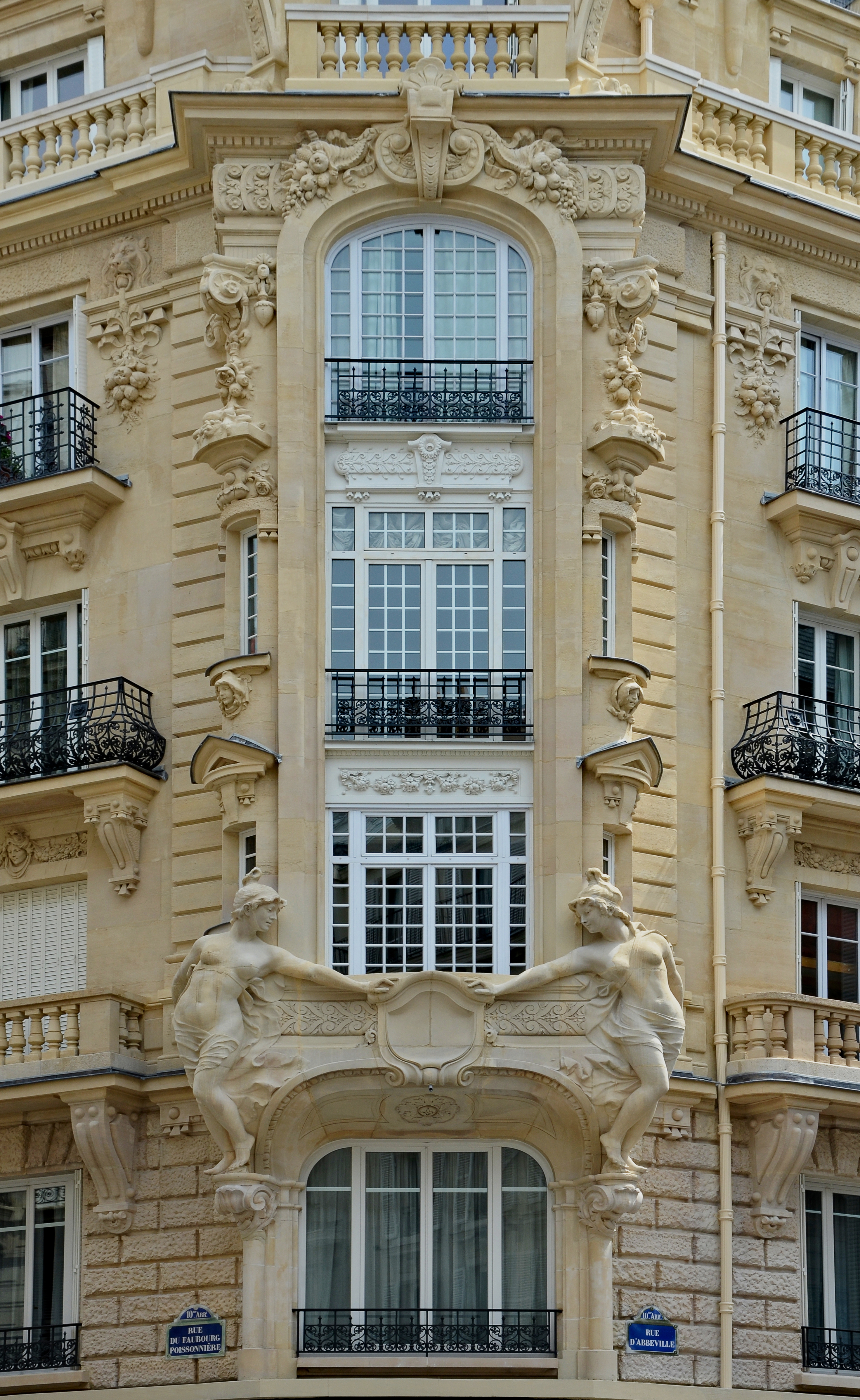
Un ensemble de fenêtres parisiennes sur un immeuble haussmannien.

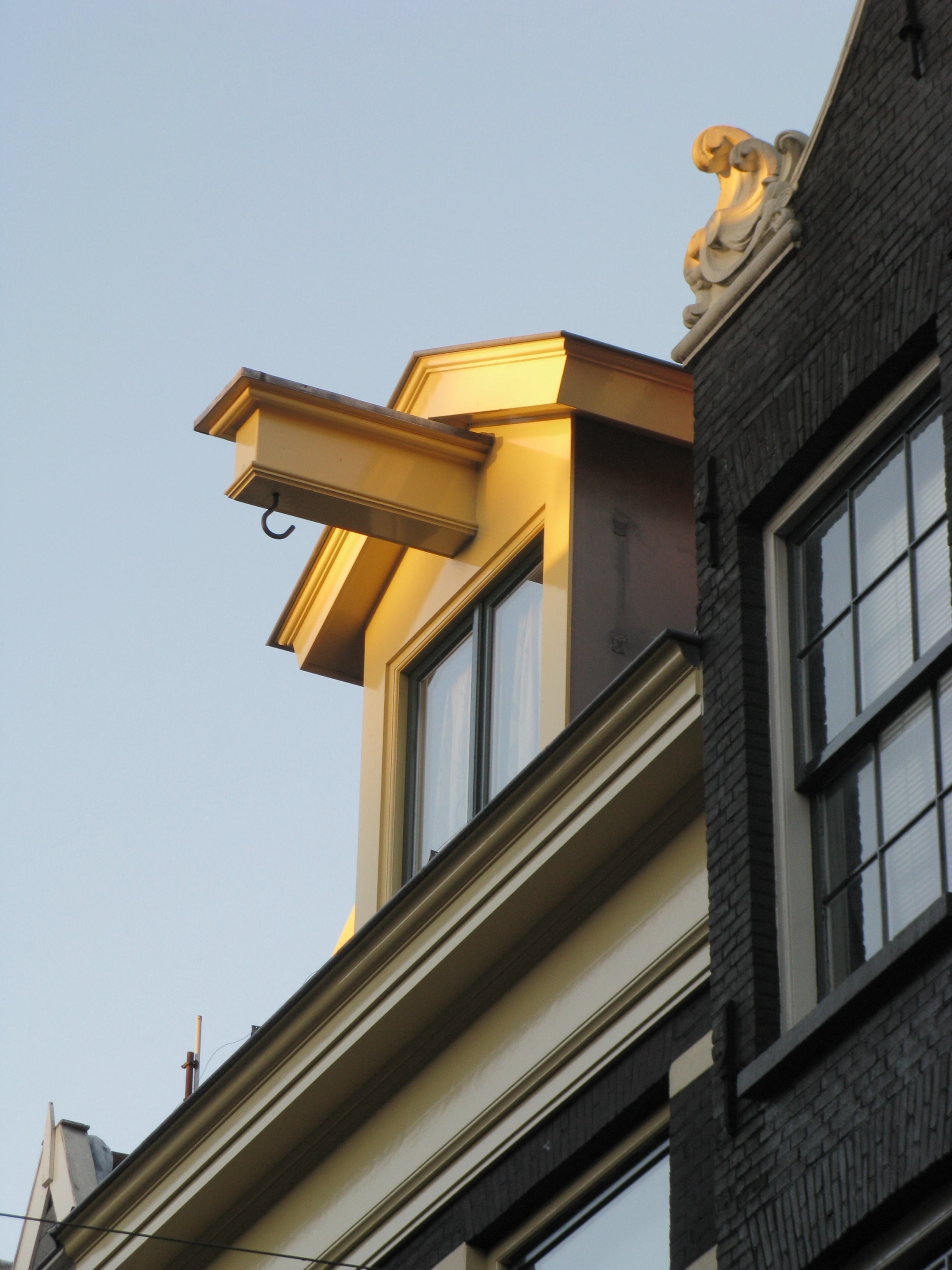
Fenêtre d'un grenier à Amsterdam.

En architecture et construction, une fenêtre, châssis en français louisianais, est une baie, une ouverture dans un mur ou un pan incliné de toiture, avec passage de l'éclairement et peut-être de l'air. Sur un mur, sa différence rudimentaire avec la porte réside dans le fait qu'elle ne descend pas jusqu'au sol (sinon c'est une porte-fenêtre, un élément créé au XVIIe siècle traité ici aussi). Dans le langage familier, le mot « fenêtre » désigne de façon générique les diverses menuiseries permettant de fermer la baie, le châssis de fenêtre.

## Fonctions

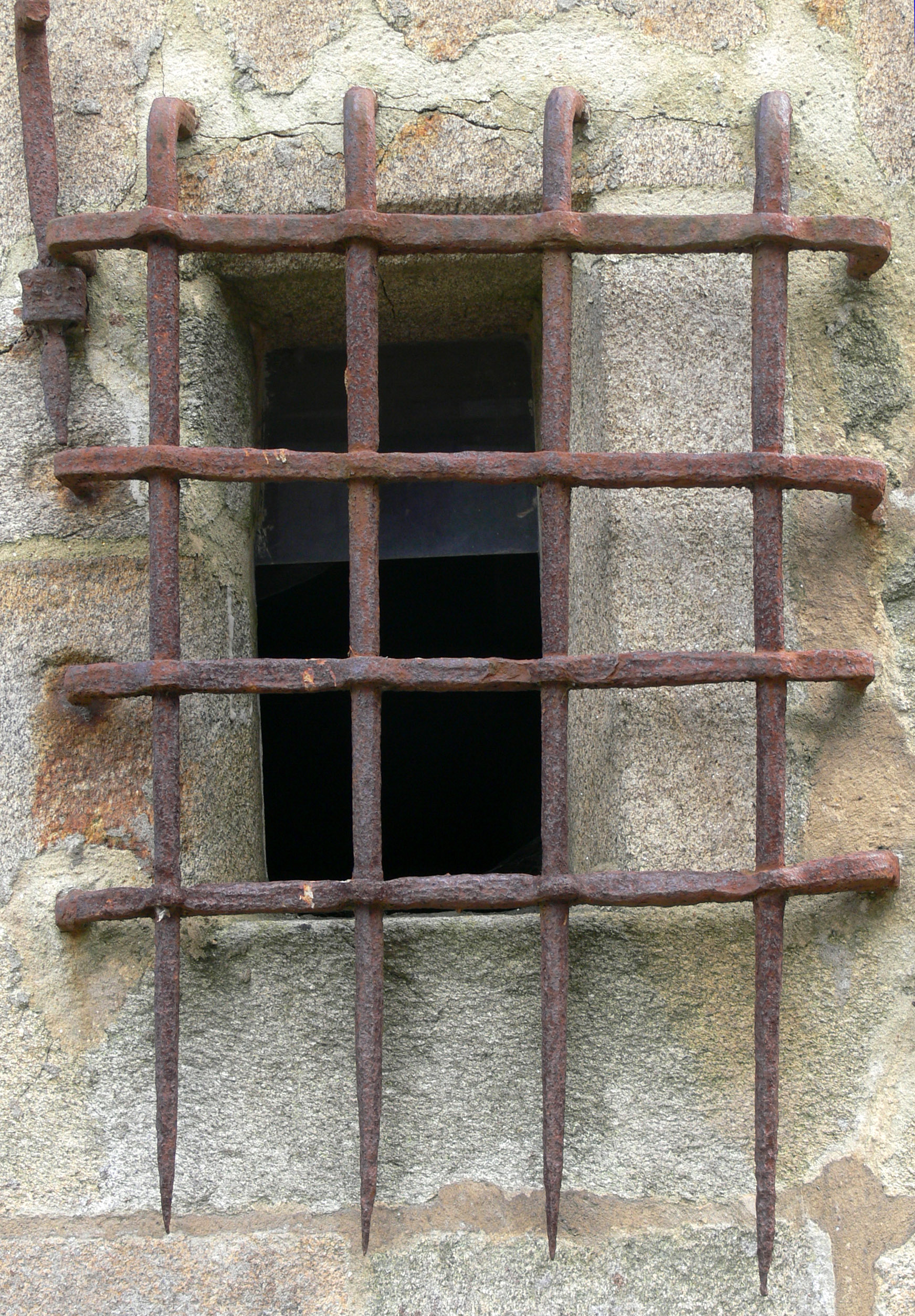
Fenêtre d'église à Le Guerno, protégée par un fer forgé à pointes orientées vers le bas (Morbihan, France).

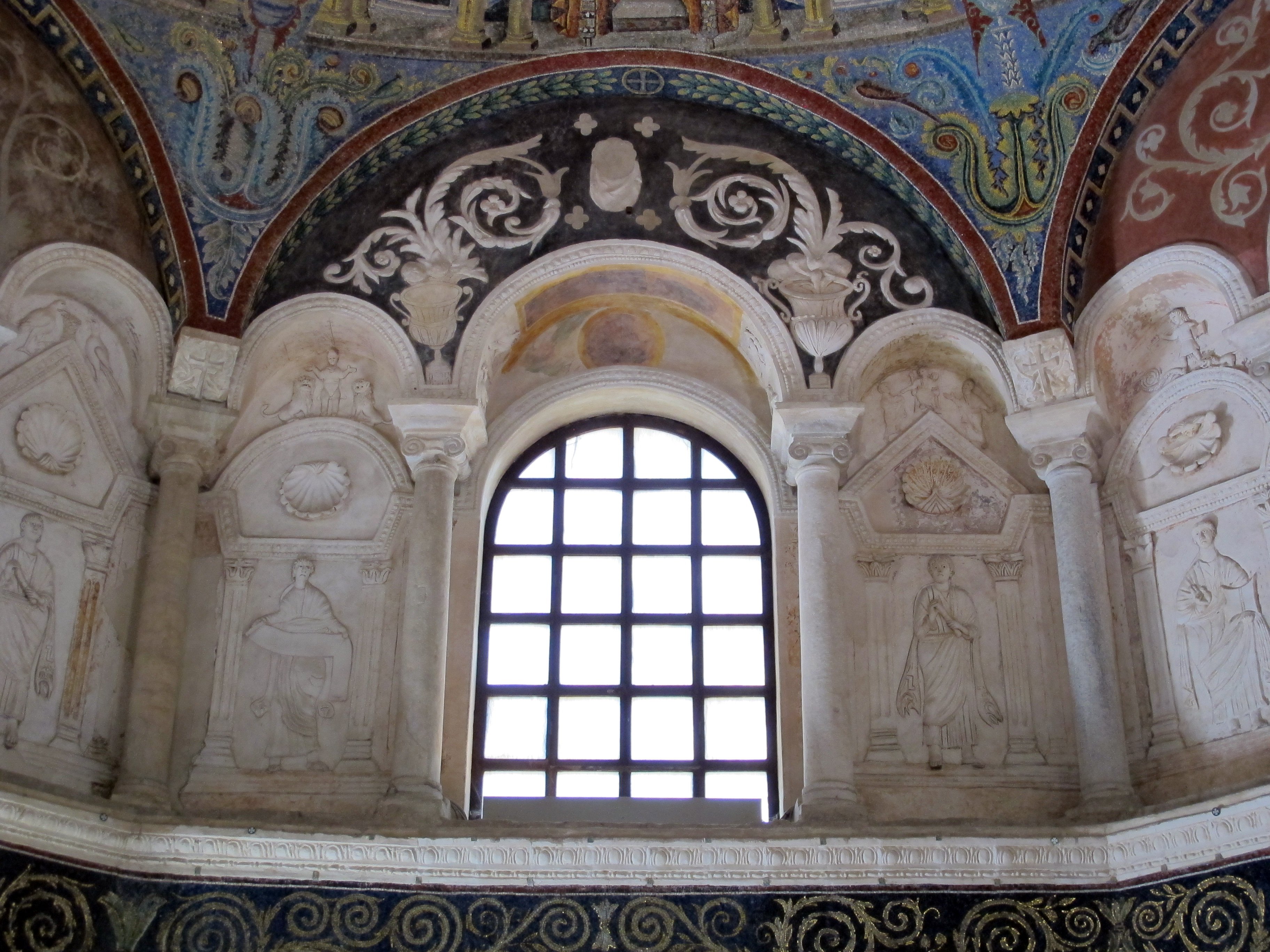
Une fenêtre antique datant du Ve siècle, intégrée dans son décor intérieur d'époque, baptistère des Orthodoxes de Ravenne (Italie).

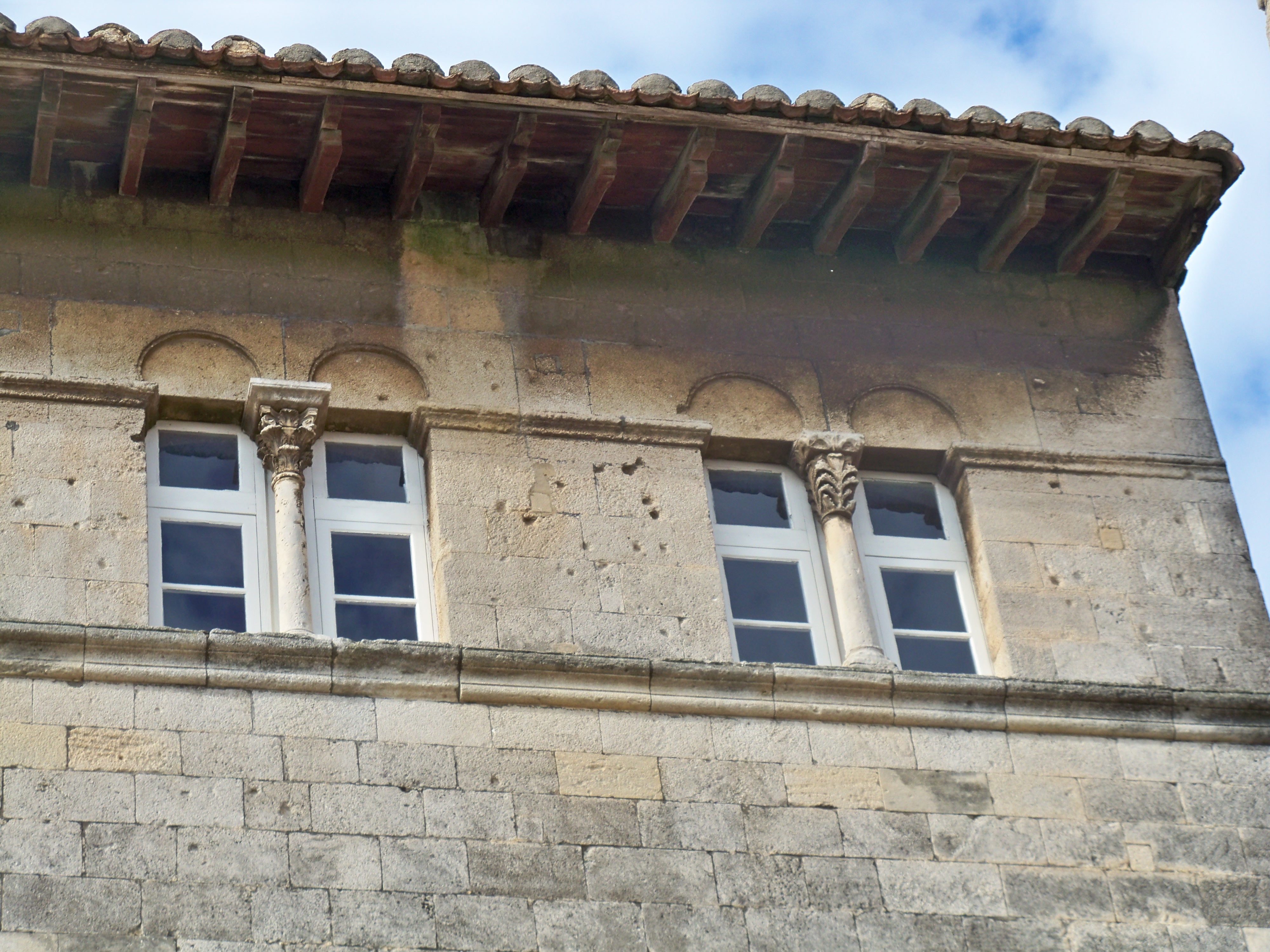
Fenêtre romane à linteau à profil courbe, à arc simulé délardé en bas-relief dans la tête du linteau et à cordon d'imposte.

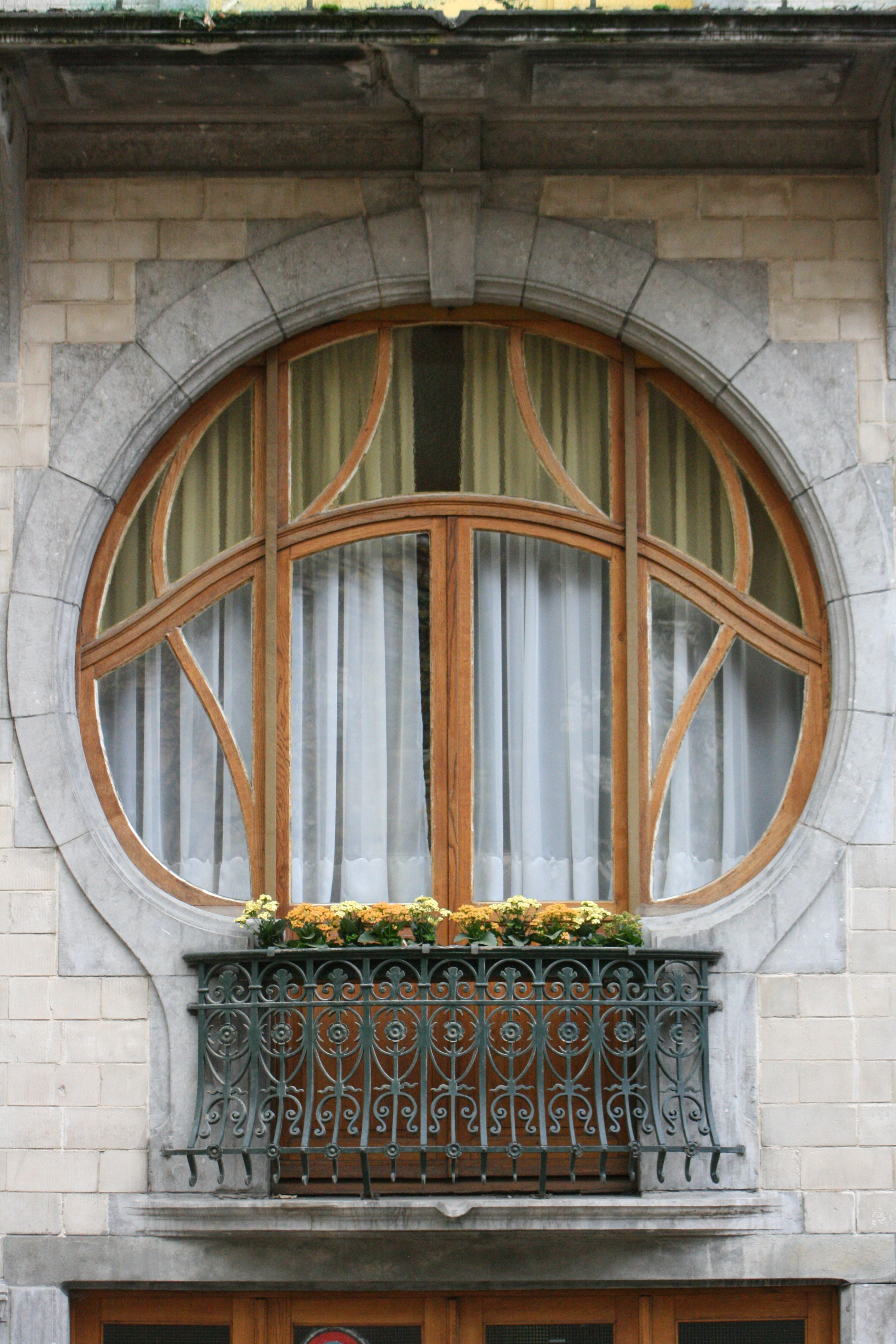
Le bois, le cadre, les arcs, les moulures, un éventuel balcon, le verre coloré, etc., accroissent la valeur décorative de la fenêtre. Cet art de la fenêtre prit un développement particulier dans l'Art nouveau. Ici une maison de Tournai (Belgique).

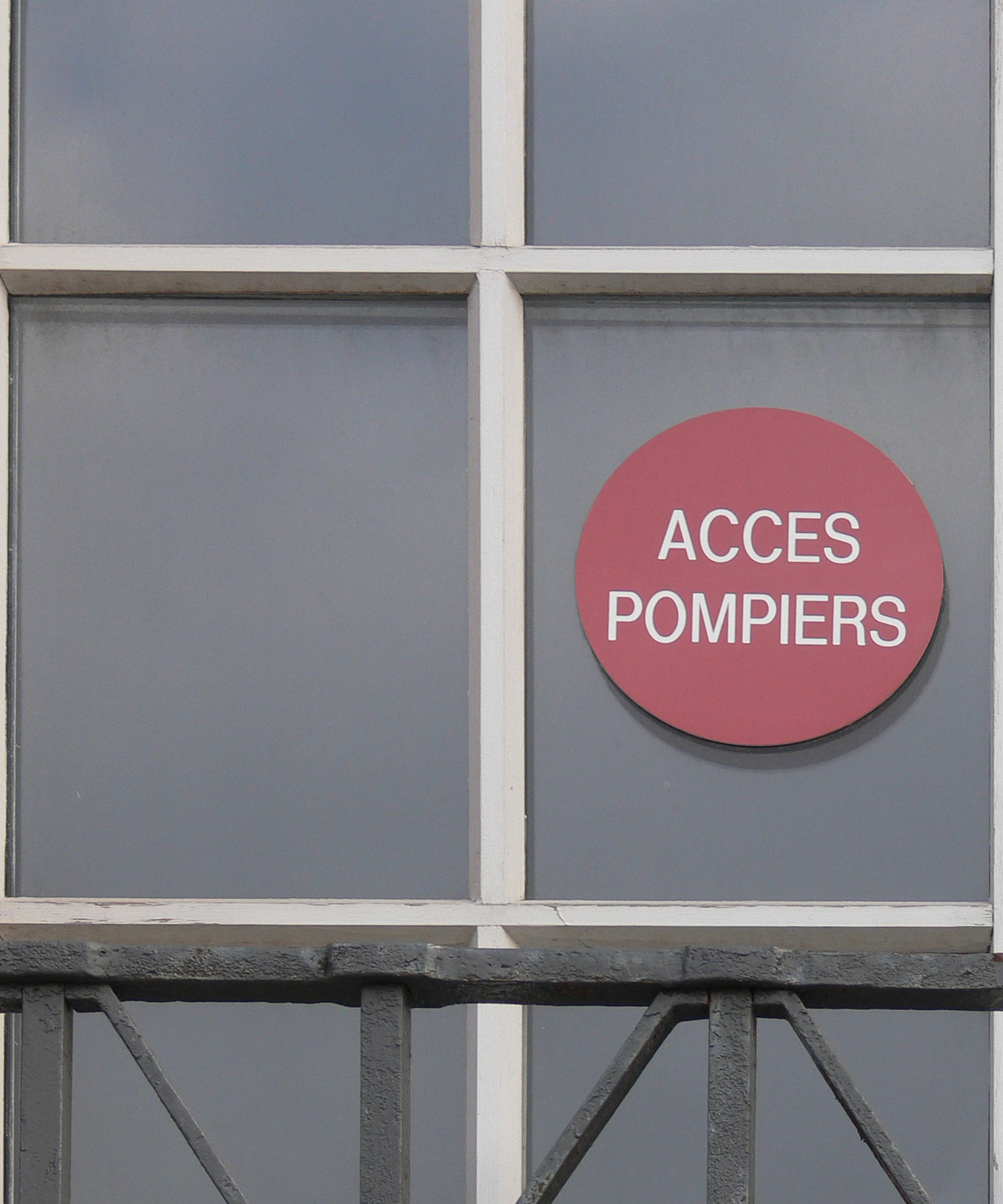
« Accès pompiers », matérialisé par une signalétique spécialisée.

Une fenêtre assure plusieurs fonctions pour le local concerné : l'éclairage, la vue possible intérieur-extérieur ou vers l'extérieur seul, l'aération, auxquels s'ajoutent parfois la communication verbale et la sécurité des évacuations. Tout ceci est fait en respectant la séparation des lieux par leur isolation thermique et phonique selon le besoin. La fenêtre a servi autrefois à faire entrer et sortir en façade sur rue des marchandises dans des magasins situés en étage. Elle a servi à évacuer des ordures ménagères, aussi bien à la ville qu'à la campagne et cet usage a disparu avec son interdiction dans les règlements royaux puis municipaux.
Aux fonctions d'éclairement de porte d'accès à baie vitrée, une mise en conformité de sécurité incendie pour partie non privative (les communs) est obligatoire comme pour toutes les portes. Dans le même cadre sécuritaire, les éclairements qui concernent en haut des escaliers les dômes, il est prévu une évacuation des fumées d'incendie déclenchée par un automate. Pour l'aménagement des intérieurs à éclairer, une incitation par diminution des impôts est faite en France pour la maîtrise de la chaleur entrant dans le bâtiment par l'ensoleillement; Concernant la perte de la chaleur de l'intérieur vers l'extérieur en France après la jurisprudence loi 2010, la loi 2019 interdit au 1 janvier 2023 la vente de locaux habitables « indécents » par carence d'isolation grave,.
La fenêtre de plain-pied sur la rue est devenue une vitrine pour l'étal du commerce. Selon les marchandises vendues, c'est devenu ensuite un étal non accessible depuis la rue.
Lorsque la baie est un accès à la lumière dans un local sans vue autorisée sur l'extérieur, la baie est un jour-de-souffrance qui fait partie des servitudes intégrées dans les règlements d'immeubles.
La fenêtre a eu une importance sociale et politique : défenestration, impôt sur les portes et fenêtres, importance qui est aussi relatée dans la littérature et la peinture.

## Un élément de construction

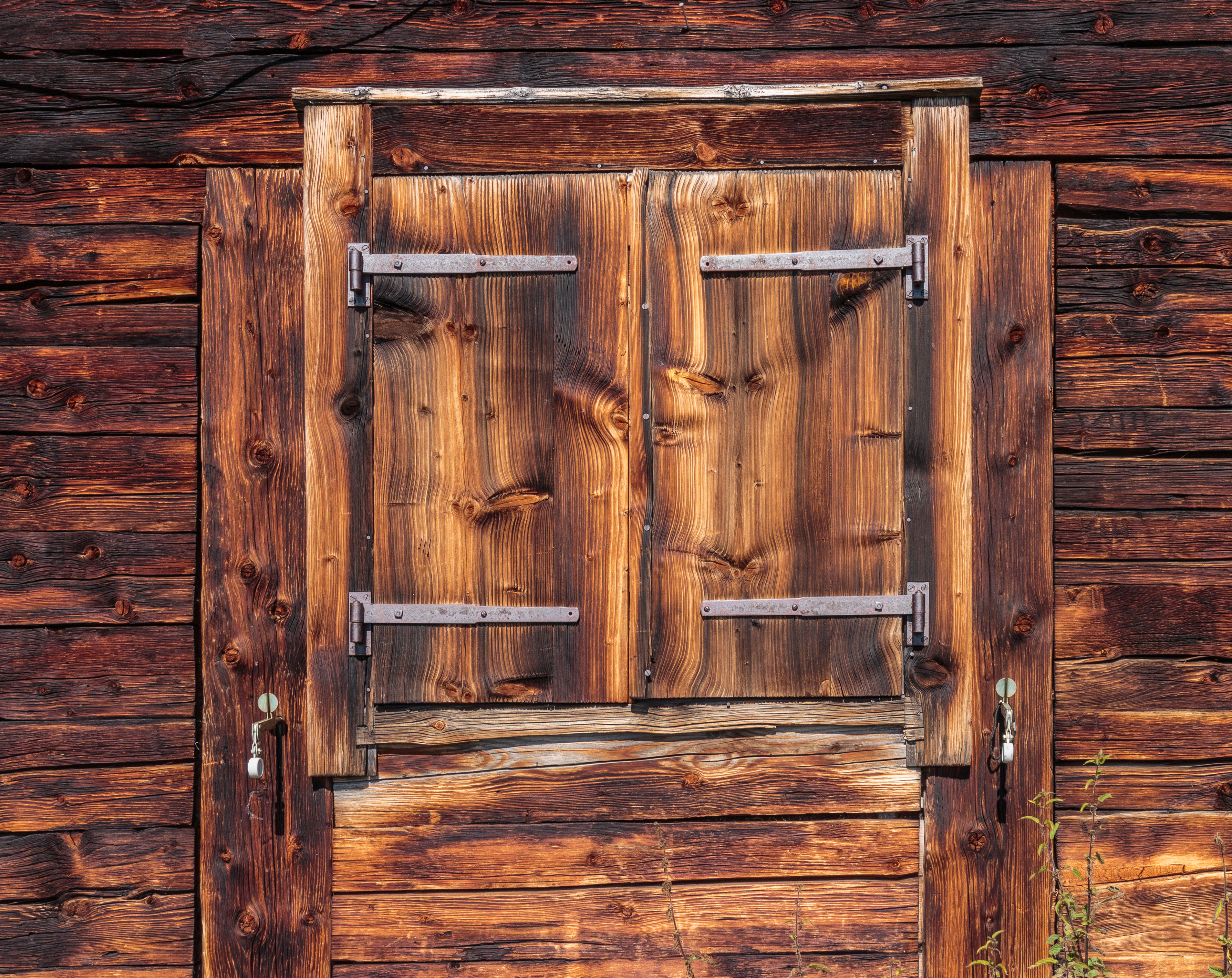
Fenêtre d'un chalet-restaurant en Suisse (septembre 2018).

### Composants d'une fenêtre
Une fenêtre peut être fixe ou bien s'ouvrir et comporte alors un ouvrant. Elle peut être unique, géminée ou multiple (triple, quadruple, quintuple, sextuple).
La partie scellée au mur de manière étanche est le fixe, le bâti, le dormant. La partie mobile est l'ouvrant qui, refermé, doit assurer en façade l'étanchéité aux intempéries et au bruit. La partie mobile est soit le vantail ou battant qui s'ouvre en formant un angle avec le mur vertical, soit le châssis intermédiaire glissant latéralement dans le plan du mur vertical, soit le dôme qui s'ouvre en toiture en dormant un angle.
La forme de la baie peut être une traduction symbolique à valeur essentielle culturelle constituant sa fonction primordiale parfois. Les fenêtres hautes d'église signifient l'élévation, le sublime et les rosaces, le rayonnement de Dieu.
Les chambranles de fenêtre font partie de la structure de l'édifice, constitués dans le matériau de structure de l'édifice : il s'agit de bois (majorité des cas jusqu'au XIXe siècle compris), de pierre maçonnée, de brique (généralisée à partir du XIXe siècle) qui parfois donnent des arcs (plein-cintre, brisés), puis il s'agit de béton (au milieu du XXe siècle), avec lequel le chambranle est un vide obtenu simplement par une réservation mise dans le coffrage. Le béton autorise toutes les formes possibles par sa plasticité, mais on reste cependant le plus souvent sur la forme rectangulaire de base pour la fenêtre. Dans des immeubles à structure poteaux-dalles, les fenêtres peuvent ne plus avoir de chambranle à véritablement parler.
Historiquement, le jumelage des baies a constitué les croisées à meneau, milieu XIVe siècle. Ces fenêtres avec une croix de pierre au centre du tableau de maçonnerie sont devenues ensuite les fenêtres à double-battant qui sont si répandues.
Les dispositifs de fermeture des fenêtres sont le loquet, l'espagnolette à poignée (avec une tringle tournante verticalement agrippant le bâti avec un crochet en haut et bas), la crémone à bouton (avec une béquille métallique en bas et une en haut s'enfonçant dans des gâches), qui datent du XVIIe siècle. Cela constitue la quincaillerie devenue décorative à laquelle s'ajoutent les paumelles, fixations articulées en charnière des battants au bâti qui restent en général assez sobres en comparaison de celles mises en place pour les portes renforcées de style ostensible traditionnel actuel.
Selon le mode d'ouverture, on distingue actuellement différents types de fenêtres : les fenêtres à frappe avec des vantaux battants, les fenêtres coulissantes sur châssis, les fenêtres de toit en pente, les lanternes de toit ou de terrasse fournissant un éclairage zénithal, les portes-fenêtres, les impostes de porte.
Les volets intérieurs ou les contrevents à l'extérieur sont répandus au XVIIe siècle. Ils devinrent ensuite les persiennes extérieures ajourées. Les volets et contrevents équipent la fenêtre pour assurer l'occultation totale de la baie, pour permettre à la fois l'obscurité et la résistance à l'effraction. On leur ajoute ensuite selon les besoins des stores extérieurs en toile qui protègent du soleil et peuvent prendre une forme de corbeille à arceaux, des stores vénitiens intérieurs à lames et des moucharabieh-jalousies qui protègent l'intimité et aussi du trop-plein de lumière et de chaleur avec les baies situées en hauteur. Des moustiquaires sont mises en place contre les insectes. Dans l'architecture moderne du XXe siècle apparaît le brise-soleil comme élément de façade marquant le style.

### Éléments d'histoire
L'apparition des baies avec des vitraux dans l'architecture correspond à la conception de la visibilité et de la protection par rapport à l'extérieur à partir de l'Antiquité dans les bâtisses (Histoire du verre). Les ouvertures du XIIe siècle sont plus grandes que celles de la pratique antérieure qui faisait des toutes petites embrasures rectangulaires ou rondes-ovales. Certaines petites proportions sont restées : dans les lucarnes pour les rectangulaires, dans les lunettes et oculi pour les rondes. L'ensemble des portes-fenêtres installées sur des terrasses à l'intérieur ou à l'extérieur des bâtiments, est une composante majeure de la notion du dedans pour un espace clos mais pas forcément couvert (par exemple une fabrique de jardin  en forme de ruine ou une cour de maison de ville avec jour de souffrance sur le voisin). Le dehors est un espace forcément à ciel ouvert. L'intermédiaire  entre ces deux éléments existe aussi bien symboliquement que pratiquement par la porte-fenêtre et le porche en avant-corps du bâtiment : le dedans et le dehors peuvent se joindre et nécessitent alors de faire disparaître le mur mais aussi de le refermer (porte, pont-levis etc.); ainsi est fait le porche des églises qui est le symbolique corps de logis représentant le Paradis.
Dans la fenêtre, la partie maçonnée haute, le linteau (monolithe ou clavé, évidé ou à profil plat ou courbe, avec ou sans cordon d'imposte), est à l'origine une table de pierre ou de bois appuyée sur les pieds-droits. Cette partie haute fut renforcée en rigidité par l'invention du chaînage XVIIe siècle (partie métallique horizontale encastrée) qui se marque souvent par un bandeau en façade ; chaînage qui autorisa des embrasures larges à moindre risque d'effondrement par dislocation de la structure.
La partie maçonnée basse sur laquelle s'appuyait la fenêtre formait à l'origine la banquette intérieure faite dans l'épaisseur du mur avec son dossier mince qui constitue l'allège qui n'est pas forcément marquée en façade. Elle allégeait la construction faite en mur épais. En même temps pour la partie latérale verticale, on rigidifiait les trumeaux évidés par les alettes. À l'apparition des murs minces en parpaings ou briques, on simplifia l'ouverture maçonnée — le tableau — cette partie de la maçonnerie de l'épaisseur de mur visible à l'extérieur de la baie.
Les fenêtres font partie avec les portes de ce qui constitue l'huisserie placée sur les tableaux de maçonnerie dès le XIIIe siècle. La totalité de la fenêtre a été, dès lors, traditionnellement réalisée en menuiserie de bois avec l'emboîtement de gueule-de-loup , ses cadres fermant et leurs traverses, croisillons et parcloses tenant les carreaux de verre. L'intérêt de cet ouvrage léger est qu'il peut suivre les déformations que subit le gros œuvre non monolithique par ses contraintes dues au sol, aux planchers qui s'affaissent et déforment les baies. Le travail de fabrication et d'installation est depuis fait par la même corporation que celle qui fait les meubles — même s'il s'agit d'une partie de l'immeuble —, celle des menuisiers. Des profils en fer furent utilisés en substitution du bois (le chêne a eu une très grande importance dans le bâtiment et un grand prix) fin du XIXe siècle, puis le bois exotique prit une place éminente. puis usage de fer, d'aluminium et de PVC pour le bâti au XXe siècle. Au XXe siècle l'éclairage des passages souterrains et des montées d'escalier jour en façade mais aussi des parties intérieures en second-jour en se fait avec des briques de verre.
Au Moyen Âge, dans les vitrages dormants, les carreaux sont tenus dans une résille de plomb fixée au mur. Cela donne par exemple les éclairages des églises avec vitraux. Dans les vitrages ouvrants, la résille est fixée à un châssis bois. Cela donne par exemple les croisées des grandes demeures.
Les vitres de la fenêtre ont été translucides avant d'être transparentes. Ce fut du parchemin, de la toile huilée, du mica, avant de pouvoir être au XIVe siècle du verre ou du cristal. L'Europe connaît une innovation avec le verre blanc qui se répand aux fenêtres au XVIe siècle, alors que le volet reste plein et sans vitrage dans les campagnes pendant plus de deux siècles encore. Le verre acrylique (le verre des dômes d'éclairage zénithal dans les garages ou dans les montées d'escalier, le verre des fenêtres arquées modernes) s'y est ajouté à partir du milieu du XXe siècle.
Des grilles en avant-corps ont pu être disposées pour protéger les locaux. Elles devinrent des garde-corps sur lesquels on pouvait s'accouder. La ferronnerie d'art qui avait pris son essor fut grandement remplacée au XIXe siècle par de la fonte moulée reprenant les dessins classiques, la grille devint banale. Y succédèrent de simples barres métalliques encastrées, avec l'épuration des lignes architecturales au XXe siècle. La plaque d'acier découpé au laser trouve sa place au XXIe siècle.
L'utilisation de barreaux afin de se protéger des intrusions avait disparu dans l'architecture des grands immeubles d'habitat de ville après la Première Guerre mondiale, même dans leurs étages bas. Ces équipements donnaient l'utilité de l'ouverture des battants vers l'intérieur (à la française) plutôt que vers l'extérieur (à l'anglaise) qui, pour sa part, économisait l'espace intérieur accessible. Ces systèmes défensifs étaient devenus parfois un élément d'ornementation important en façade et étaient parfois très agressifs (herses appelées étripe-chat au Canada ; voir aussi garde-cocu en France). Cependant, les fenêtres de rez-de-chaussée à barreaux sont revenues en ce début d'architecture du XXIe siècle.

### Économie du bâti
La fenêtre, ainsi que la porte, a un statut particulier de fait dans l'histoire et probablement non voulu lors de la construction : être récupérable comme le sont d'autres membres de corps de bâtiment. Ainsi au cours des âges les baies ont été déménagées d'un édifice à un autre avec parfois leur maçonnerie complète et pas simplement leurs huisseries. Ce déménagement de baies avait lieu soit parce qu'il s'agissait de prises de guerre, de « re-répartition de richesse » comme lors de la Révolution française, soit parce que leur haute valeur symbolique était prise en compte : haute valeur religieuse comme ces récupérations réciproques entre l'islam et la chrétienté après le Moyen Âge, haute valeur patrimoniale comme ces déménagements entre l'Europe et le Nouveau Monde jusqu'au XXe siècle.
La tradition de la différenciation des fenêtres selon l'endroit de la construction (fenêtre à guillotine anglaise par exemple, fenêtre d'aération en hauteur de pièce) s'amoindrit actuellement face aux impératifs fonctionnels : économie d'énergie, confort de mode d'ouverture, confort au bruit. Le système de double fenêtre traditionnel dans les maisons de montagne au climat rigoureux s'étend aux zones urbaines très bruyantes pour la réfection des constructions plus ou moins anciennes (fenêtres ajoutées à l'intérieur ou à l'extérieur sur le chambranle et balcons-loggia refermés) ainsi que parfois aux très modernes immeubles de bureaux.
On fabrique maintenant de plus en plus de fenêtres en profilés acier, aluminium et surtout PVC. Est fourni le bloc-fenêtre, châssis plus ouvrant et vitrage constituant l'huisserie complète. La rigidité notable de l'ensemble est donnée par les glaces en sandwiches (type Sécurit) ou les double vitrages autant que par les montants qui antérieurement devaient soutenir des carreaux fragiles. Les vitrages autonettoyants sont actuellement étudiés par les fabricants pour compenser l’importance des charges de nettoyage induites après leur mise en place sur des façades très hautes ne comportant que des glaces transparentes et opaques.
De nos jours, la plupart des fenêtres sont équipées de châssis en bois, aluminium ou PVC, chaque matériau ayant ses propres caractéristiques :
- le bois apporte de très bonnes propriétés isolantes, tant au niveau acoustique que thermique. Une pièce avec une fenêtre en bois gagne du point de vue esthétique car ce matériau est élégant et chaleureux. Concernant l'entretien, la fenêtre en bois doit être entretenue régulièrement, toutefois la fréquence requise pour ces tâches d'entretien est moins importante qu'auparavant car les fenêtres en bois sont de mieux en mieux traitées grâce à des produits qui les rendent plus durables et résistantes. Le châssis en bois est néanmoins déconseillé en zone maritime car il pourrait, au bout d'un certain temps, subir un impact négatif à cause de l'humidité. L'un des avantages des fenêtres en bois est qu'elles sont capables de "respirer". Les micropores du bois laissent passer l'air, de sorte que la condensation se forme moins sur le verre de ces fenêtres[8] ;
- l'aluminium est de plus en plus utilisé pour les fenêtres modernes. C'est un matériau solide et, à l'inverse du bois, il est très simple à entretenir. La fenêtre en aluminium offre un aspect très élégant mais des propriétés isolantes faibles sauf si elle est dotée d'un rupteur de pont thermique[9]. Ce matériau est très souvent utilisé pour les baies vitrées à galandage[10] qui s'encastrent dans le mur, structure apportant beaucoup de luminosité. Il est toutefois à noter que la fabrication de fenêtres en aluminium nécessite une consommation énergétique assez importante (partie de l'énergie grise), ce qui représente un inconvénient par rapport au bois qui est naturel et au PVC qui a besoin de beaucoup moins d'énergie ;
- le PVC est, de nos jours, le matériau le plus utilisé en tant que châssis de fenêtre. Cela est dû entre autres à sa résistance, sa durabilité et ses excellentes propriétés isolantes. Contrairement au bois, la fenêtre en PVC s'entretient très facilement. Un autre avantage de ce matériau est que l'énergie grise de fabrication d'une fenêtre en PVC est beaucoup moins importante (environ sept fois moindre) que celle d'une fenêtre en aluminium. Le PVC a néanmoins des inconvénients et notamment il ne s'adapte pas aux fenêtres de très grandes dimensions.

## Un élément du style architectural

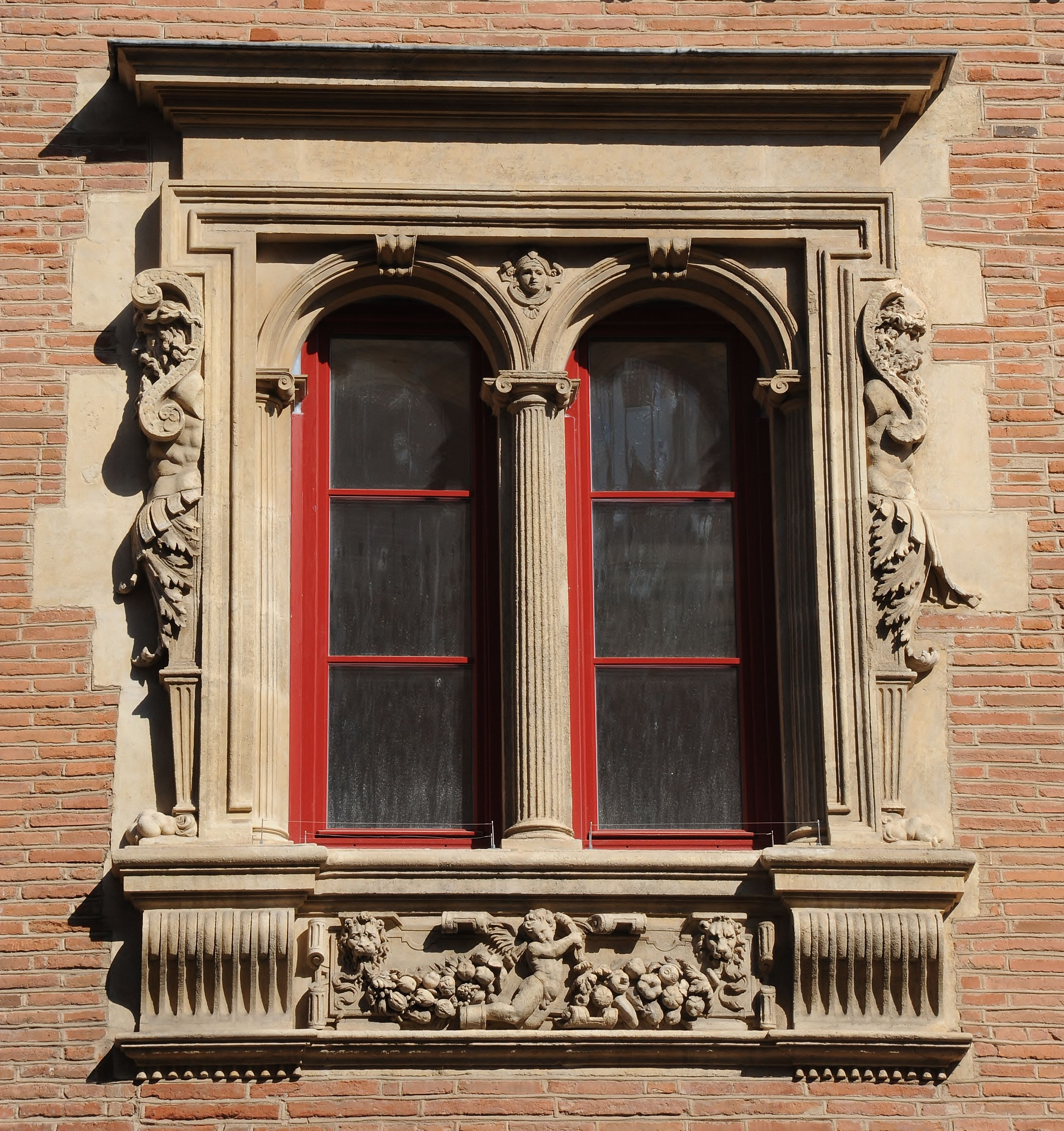
Fenêtre dont le riche décor sculpté affiche la qualité de la demeure (Renaissance).

La fenêtre permet l'organisation de l'espace avec sa hauteur liée avec la profondeur de la pièce pour le calcul de la répartition de la lumière et elle est décorative en formant l'apparat de la demeure.
La fenêtre a pu imposer une architecture où le mur est le moins présent possible, aussi bien pour l'habitat que pour les espaces où on travaille. Les vitrines du commerce ont imposé l'usage de colonnes en fonte de support et de linteaux monolithes en façade de rue à la fin du XIXe siècle pour les galeries marchandes. La fausse-fenêtre, qui n'est qu'une formulation du mur plein (sans vitrage), a pris sa place dans l'architecture où la psychologie de l'individu percevant l'espace totalement fermé ou possiblement ouvrable prend le pas sur la simple matérialité fonctionnelle. Le mur translucide ou transparent, qui transmet la lumière sans avoir de fenêtre, élément qui peut s'ouvrir, est apparu au début du XXe siècle et nie presque la conception de la baie même à fenêtre fixe dans le mur. Le mur se transforme enfin à la fin du XXe siècle pour des raisons d'économie d'énergie en un mur de verre possédant des ouïes d'ouverture réglables placé à faible distance devant un mur plein porteur accumulateur d'énergie solaire aux baies plus conventionnelles.
Les éléments constitutifs de la fenêtre et sa quincaillerie composent, par leurs diverses matières, la décoration intérieure.

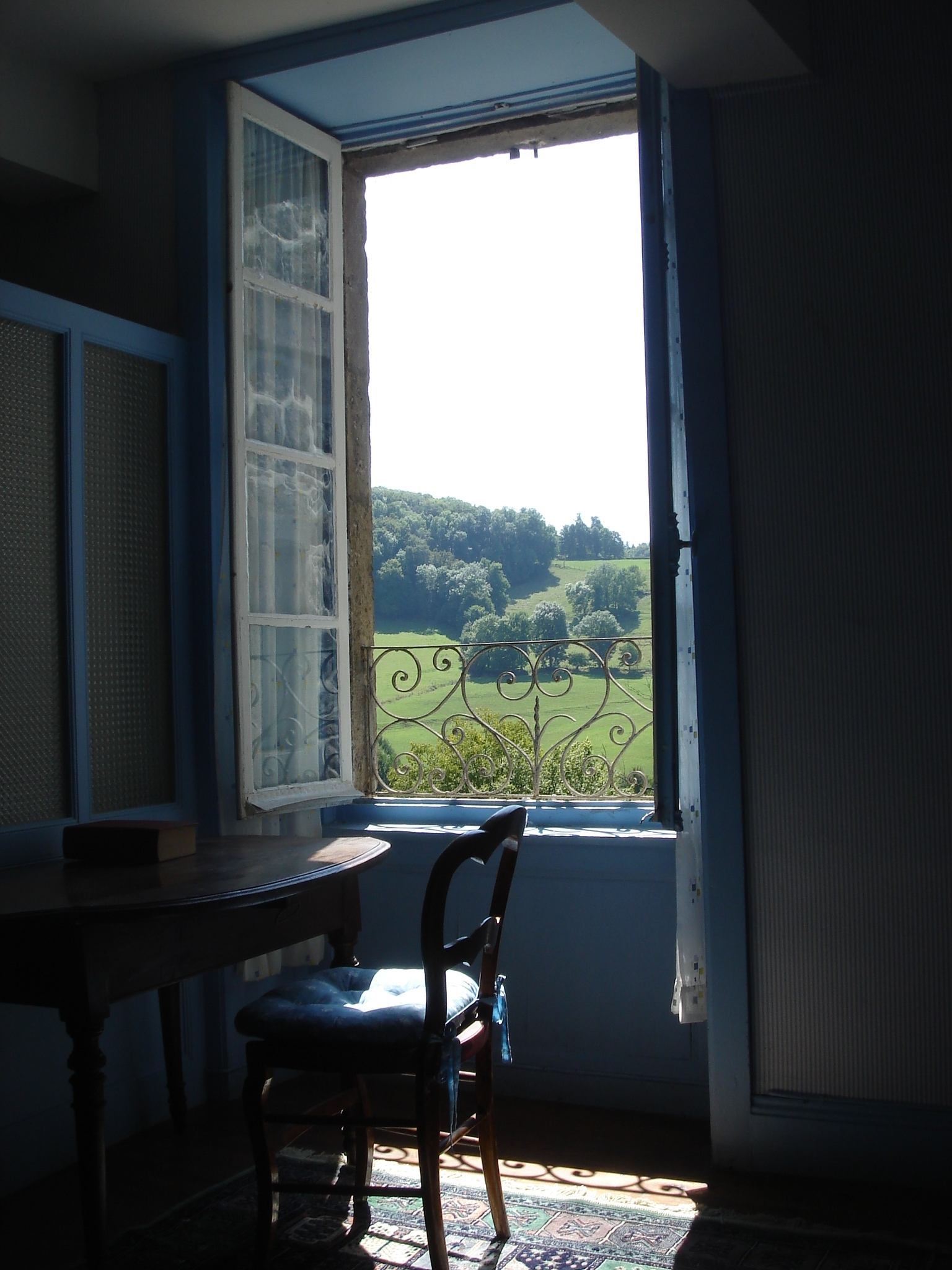
Fenêtre à la française, verres anciens, vers 1780.

Le vitrage a changé au cours des temps sa modularité : les multiples petits carreaux carrés portés par le châssis sont devenus la très grande glace unique autoporteuse. Dans une certaine culture traditionnelle, les petits carreaux à bords taillés portés par croisillons sont restés signe d'élégance. Les dimensions qui dénotent dans une fenêtre cette élégance se sont stabilisées, alors qu'à son origine il s'agissait de posséder des fenêtres de plus en plus grandes à carreaux de plus en plus grands, en conséquence de la mode élégante d'afficher sa modernité. Cette mode a été très coûteuse avant la révolution industrielle du XIXe siècle et donc était distinctive. Ces notes de style font choisir souvent de remplacer pour des impératifs techniques ou pour des raisons de marketing les battants à vitrage simple des fenêtres restaurées ou neuves par des double vitrages à grandes glaces qui ont une forme de croisillons bien apparents en sandwich entre elles. L'esprit baie très grande s'est poursuivi dans certaines architectures modernes sans se montrer impérieux dans le concept de modernité. Il est le signe de la distinction moderne portée par l'architecture actuelle autre qu'historicisante. L'apparence du verre est maintenant variée, il peut même être sérigraphié avec des motifs ornementaux ou publicitaires pour les fenêtres à l'extérieur, et sert aussi fortement les fenêtres intérieures.
On a pu colorer la lumière d'ambiance intérieure par l'emploi de rideaux mais aussi de verre teinté (dans les habitations au XIXe siècle).
Le style de la façade doit beaucoup aux styles très variés des fenêtres, elles ne sont cependant pas formelles pour décoder le style car leurs transformations au cours du temps ont pu être très importantes pour respecter les normes de confort et la mode :
- arcs : roman, brisé gothique avec meneau flamboyant en pierre ajourée, en anse-de-panier Art nouveau, néo-gothique tri-lobé ;
- frontons et consoles peuvent être néo-classiques ou porter des armoiries très récentes, celles par exemple de villes l'affichant sur leurs bâtiments, les communs, pour beaucoup pour la première fois au début du XXe siècle.

La fenêtre moderne apparaît avec la croisée, l'emblème de l'architecture de la Renaissance où la religion domine en marquant toute forme d'art. Elle est conçue à partir des règles esthétiques du carré donnant le rectangle d’or. On rabat à la verticale les diagonales du carré pour constituer les grands côtés du rectangle formés par les jambages en hauteur des quatre baies, on sépare en deux parties symétriques la fenêtre par le meneau vertical en pierre taillée symbolisant le pied de la croix latine chrétienne, la traverse de la croix en pierre divisant en hauteur la fenêtre est normalement positionnée en reformant le carré du bas. Cette croisée a donné la baie de moindre portée formée par une moitié verticale selon cette conception, un demi-carré délimité par une demi-traverse dans un demi-rectangle d’or, en général composant une ouverture dans des pièces de second ordre et affirmant encore plus une verticalité en façade. Elle a aussi donné la croisée dont la croix latine est constituée en bois dans le second œuvre, la forme étant restée très généralisée jusqu'au milieu du XXe siècle et autorisant de deux à quatre battants par châssis suivant sa hauteur.

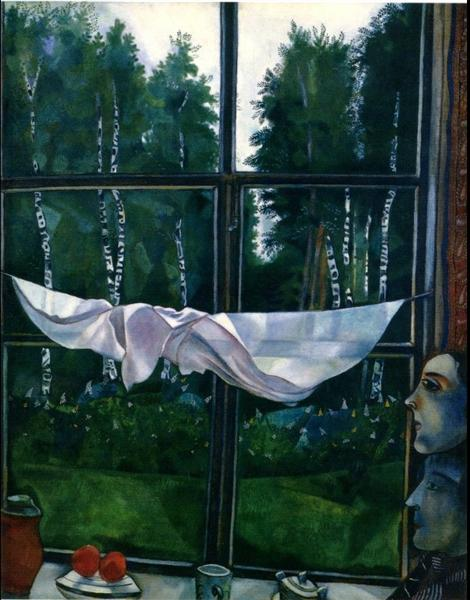
Vue de la fenêtre à Zaolchie, près de Vitebsk, tableau de Marc Chagall (1915).

Le fenêtrage, l'ensemble architectural des fenêtres avec leur disposition, est un élément essentiel de l'esthétique de la façade constitué à partir de la Renaissance. La fenêtre est associée à l'importance entendue dans l'organisation du logis de la pièce éclairée. Les fenêtres ont une grande surface dans les pièces nobles. Dans le cas général des ouvertures secondaires, elles sont de moindre surface et rendues moins visibles.
Certaines fenêtres éclairent avec un seul percement du mur deux pièces superposées sur deux étages, une technique constituée avec l'entresol de l'architecture XVIIIe siècle où  le compartiment haut de la croisée éclaire en pied l'étage supérieur.
Certaines portes-fenêtres se multiplient sur la façade en disposition centrée associées aux balcons, ou donnent un rythme par leur répétition sur la façade dans le classicisme avec l'ordonnancement du « tant plein que vide » qui signifie que les contrevents extérieurs rabattus ouverts sont quasi jointifs et semblent former sur la façade des baies aux contrevents fermés.
L'obligation de se tenir à la symétrie oblige à une convention de style dans le classicisme qui considère qu'une fenêtre avec allège mise dans un renfoncement aligné de baie est équivalente aux portes-fenêtres.
Une fenêtre dont la baie « coupe » le cordon, la frise, marquant le niveau en façade est une fenêtre dite « pendante ».
Certaines fenêtres en chien-assis ont autorisé l'aménagement de combles (à la Mansart).
Certaines fenêtres à claire-voie placées en hauteur font respecter par principe les réserves concernant la vue possible depuis l'intérieur tout en conservant l'éclairage dans des bâtiments comme les églises, les lycées, les palais de justice, les prisons.
Certaines fenêtres d'atelier en sous-sol de bâtisse ont été cachées, transformées en soupiraux classiques. D'autres plus tard soustraient la vue constituant une distraction d'attention par les verrières hautes qui sont l'un des versants de toit de halls industriels à partir du XIXe siècle.
Certaines fenêtres ont pris un principe de forme horizontal et non plus vertical en passant du châssis double au châssis triple pour l'habitat au XXe siècle conçu par des architectes tenant compte des fonctions hygiéniques nouvellement montrées du soleil entrant dans les pièces.
Certaines fenêtres de l'architecture vernaculaire et de l'architecture hippie sont là par nécessité économique ou volonté idéologique. Provenant de véhicules dont on a récupéré les fenêtres, elles profitent du design industriel qui a fourni une grande richesse de formes au XXe siècle.
Certaines fenêtres ne se distinguent pas du restant du remplissage en glaces opaques des murs rideaux de la façade des édifices modernes, conséquence du châssis vitré à nouveau fixe imposé par le conditionnement de l'air.
La fenêtre a aussi ajouté des fonctions nouvelles : pour les grandes demeures, on passe de l'orangerie à la serre au XVIIe siècle. Cela permet, outre une activité de culture détachée du climat, d'obtenir des jardins intérieurs d'agrément. Puis on crée des vérandas confortables au XVIIIe siècle et des marquises transparentes aussi pour les petites demeures. Mais en même temps résiste l'usage dans les cases créoles et les villas californiennes de baies simples, ouvertures munies de pare-soleil et de panneau moustiquaire.

## Typologie des fenêtres

### Fenêtres à coulissement dans un plan parallèle
- Fenêtre à guillotine ou fenêtre à l’américaine : un châssis remontant et un châssis fixe ou bien deux châssis mobiles solidarisés par câbles pour « monter-descendre » en coulissant verticalement dans le dormant.
- Fenêtre coulissante : un châssis mobile et un châssis fixe ou bien deux châssis mobiles coulissant horizontalement et parallèlement dans le dormant. C'est un type de fenêtre assez courant pour des ouvertures de grandes dimensions exposées au vent, par exemple les baies de véranda, ou comme fenêtre simple dans des lieux sécurisés comme les écoles et hôpitaux.

### Fenêtres à axes de rotation verticaux
- Fenêtre à la française : ouvrants en vantail pivotant verticalement sur leur bord vers l’intérieur, avec charnières sur le dormant. Elle est souvent complétée par un châssis fixe horizontal situé sous le vantail ouvrant[15].
- Fenêtre à l'anglaise : ouvrants en vantail pivotant verticalement sur leur bord vers l’extérieur, avec charnières sur le dormant (comme des contrevents extérieurs)[16]. Ce type de fenêtre est dénommé french window par les Anglo-Saxons.
- Fenêtre arquée : baie vitrée incurvée. Les fenêtres arquées sont conçues pour créer de l'espace en se projetant au-delà du mur extérieur d'un bâtiment et de fournir une vue plus large sur le jardin ou la rue à l'extérieur et généralement combiner quatre ou plusieurs fenêtres à battants, qui se joignent pour former un arc.
- Fenêtre en baie, oriel, balcon vitré : fenêtre en saillie vers l'extérieur depuis les parois principales d'un bâtiment créant la formation d'une pièce avec baie vitrée, formant un plan rectangulaire ou trapézoïdal.
- Fenêtre pivotante : un ouvrant à pivot vertical en son milieu pivotant sa moitié droite ou gauche vers l’extérieur et son autre moitié vers l’intérieur en rotation.
- Fenêtre accordéon : ouvrants rendus solidaires par articulation verticale et guidés horizontalement par le dormant en repliement en accordéon.

### Fenêtre à axes de rotation horizontaux
- Fenêtre basculante : axe constitué de deux pivots n'étant pas sur le dormant mais plus centralement (souvent à la moitié ou plus haut). Modèle très courant en fenêtre de toit, mais aussi en traditionnelle.
- Fenêtre à soufflet ou abattante : un ouvrant basculant horizontalement en projection vers l’intérieur sur son bord inférieur avec charnières sur le dormant.
- Fenêtre à auvent (en anglais : awning window) : un ouvrant basculant horizontalement en projection vers l’intérieur sur son bord supérieur.
- Fenêtre à l'italienne : un ouvrant basculant horizontalement vers l’extérieur en descendant son bord supérieur par guidage dans les montants du dormant et relié à son bord bas au dormant par des barres.
- Fenêtre à la canadienne : un ouvrant basculant horizontalement vers l’intérieur en remontant son bord inférieur par guidage dans les montants du dormant et relié au dormant à son bord haut par des barres.

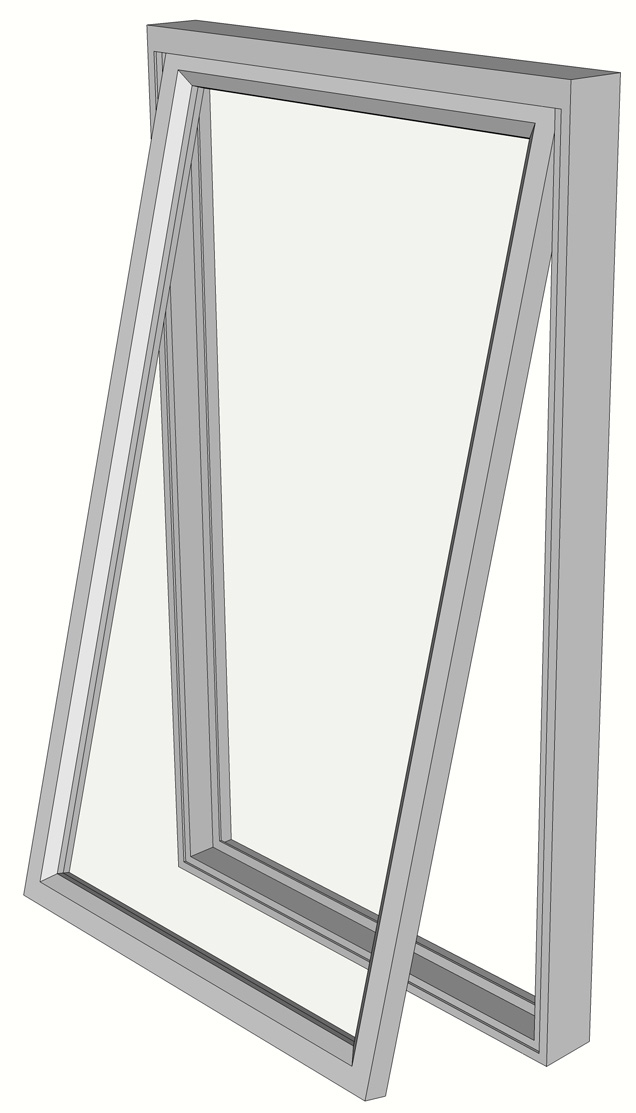
Fenêtre à auvent.

- Fenêtre à l'australienne : un ouvrant du dessous basculant horizontalement vers l’intérieur en remontant son bord inférieur par son guidage dans les montants du dormant et retenu au dormant sur son bord haut par une extrémité des barres pivotantes en leur milieu qui le solidarisent avec l'ouvrant du dessus, — si laissée ouverte, en cas de pluie légère, ce type de fenêtre évacue l'eau d'elle même — ; ou un ouvrant du dessus basculant horizontalement vers l’extérieur en descendant son bord supérieur par son guidage dans les montants du dormant et retenu au dormant sur son bord bas par l'autre extrémité des barres pivotantes en leur milieu qui le solidarisent avec l'ouvrant du dessous.
- Fenêtre scandinave : chaque vantail s'ouvre vers l'extérieur.

### Multi-axes
- Fenêtre oscillo-battante : fenêtre pouvant s'ouvrir par un axe vertical ou basculé sur un axe horizontal bas, très intéressant pour l’entrebâillement par le haut ;
  - ouvrants en vantail pivotant verticalement sur leur bord vers l’intérieur avec fiches de charnières latérales activées et fiches de charnières basses désactivées sur le dormant pour la première position ;
  - en deuxième position, vantaux basculant horizontalement en imposte vers l’intérieur sur leur bords inférieurs avec fiches de charnières basses activées et fiches de charnières latérales désactivées sur le dormant. Type de fenêtre assez courant dans une cuisine.

### Autres
- Fenêtre en jalousie : multiples vitres (ou lattes de bois pour les contrevents en jalousie) pivotantes horizontalement en leur milieu par des pivots au dormant solidarisées par barre latérale. Lames s'appuyant sur elles-mêmes à la fermeture.
- Fausse fenêtre : forme de décoration extérieure, parfois en trompe-l'œil, imitant une fenêtre. Ces fausses fenêtres étaient destinées à réduire le montant de l'impôt sur les portes et fenêtres.
- Ajimez : fenêtre géminée typique de l'architecture mauresque.
- Fenêtre de sorcière : caractéristique de l'État américain du Vermont, elle est en diagonale par rapport au bâti.
- Fenêtre haussmannienne de type parisienne: une fenêtre en bois haute avec du chêne ou du méranti, pin.

## Quelques chiffres
En France, selon l’Union des fabricants de menuiseries extérieures, en 2012, environ 11 millions de fenêtres ont été produites (soit 10 % de moins qu’au plus fort de l'activité en 2006). C’est le secteur de la rénovation du résidentiel qui en achète le plus (73 % du marché), poussé par la recherche d’économies d’énergie (64 % des fenêtres fabriquées en 2012 annonçaient un coefficient d’isolation thermique (Uw) compris entre 1,4 et 2,0, contre 58 % en 2010). La tendance est aux fenêtres plus isolantes et donc plus épaisses, et munies de verre plus épais (Le double vitrage de 20 mm d’épaisseur a presque disparu et le double vitrage de 24 mm régresse au profit du 28 mm, qui gagne progressivement du terrain. Cette taille de double vitrage passe en effet de 7 % en 2006 à 15 % deux ans plus tard.). En 2012, le PVC domine les ventes (61 % des ventes en France), devant l’aluminium (23 %) et le bois (stable par rapport à la dernière étude, qui représente 13 % des parts de marché). La menuiserie mixte, elle, reste un marché de niche avec 3 % du marché.
Une fenêtre était en moyenne vendue 407 euros HT par le fabricant (+ 5,7 % depuis 2010), pour 806 euros HT une fois posée (- 2,5 % depuis 2010).
Parmi les fenêtres posées en France, 7 % seraient issues de l'importation.

## Caractéristiques énergétiques

### Coefficients thermiques
Les coefficients employés pour décrire les performances thermiques d'une fenêtre sont de deux types : U pour la conductivité thermique (inverse du pouvoir isolant), S pour le facteur solaire ou capacité à transmettre la lumière solaire à l'intérieur de la pièce.
UgCoefficient de transfert thermique du vitrage, g pour glass, en W/m²K. Autour de 1,1 W/m²K pour un double vitrage
UfPerformance thermique du cadre de fenêtre, f pour frame. Le PVC est performant, notamment du fait de chambres d'air. Cette performance ne prend pas en compte l'énergie grise.
UwConductivité thermique de la fenêtre, w pour window en W/m²K. Prend en compte les indices précédents. Les valeurs courantes sur le marché sont entre 1 et 2 W/m²K.
SwFacteur solaire, sans unité, entre 0 (opacité totale) et 1 (transparence totale théorique). Cette valeur doit être élevée en hiver pour capter l'énergie solaire, mais peut être abaissée en été par des volets, un store, une casquette.

### Température
Une ouverture de fenêtre conduit à une baisse de température et donc à une consommation accrue d'énergie de chauffage.
Pour des raisons techniques, il est temporairement impossible d'afficher le graphique qui aurait dû être présenté ici.

Exemple illustrant une baisse de température induite par une fenêtre ouverte entre 10 h et 12 h.

## Normes
En Europe, les fenêtres sont testées dans des essais AEV afin de déterminer leur imperméabilité à l'air (A1 à A4), à l'eau (E1 à E9) et au vent (V1 à V5). Le cas le plus courant est sans-doute A2 E4 VA2.
En France, la norme à respecter dépend de la zone géographique (littoral, continent, DOM), de la hauteur des menuiseries, et de l'environnement (ville, campagne, lac). La pose des fenêtres est régie par la norme NF DTU 36.2.
En France, la norme NF reste stable (53 % du volume produit en France en 2012).

### Articles connexes

Deux femmes à la fenêtre, tableau de Murillo (vers 1655-1660).